# Rhue
Pour les articles homonymes, voir Rhue (homonymie).
Ne doit pas être confondu avec Petite Rhue.
La Rhue, également appelée Grande Rhue, mais aussi ruisseau de Clamouze ou ruisseau d'Entraigues dans sa partie amont, est une rivière française du Massif central, affluent de la Dordogne en rive gauche.

## Géographie

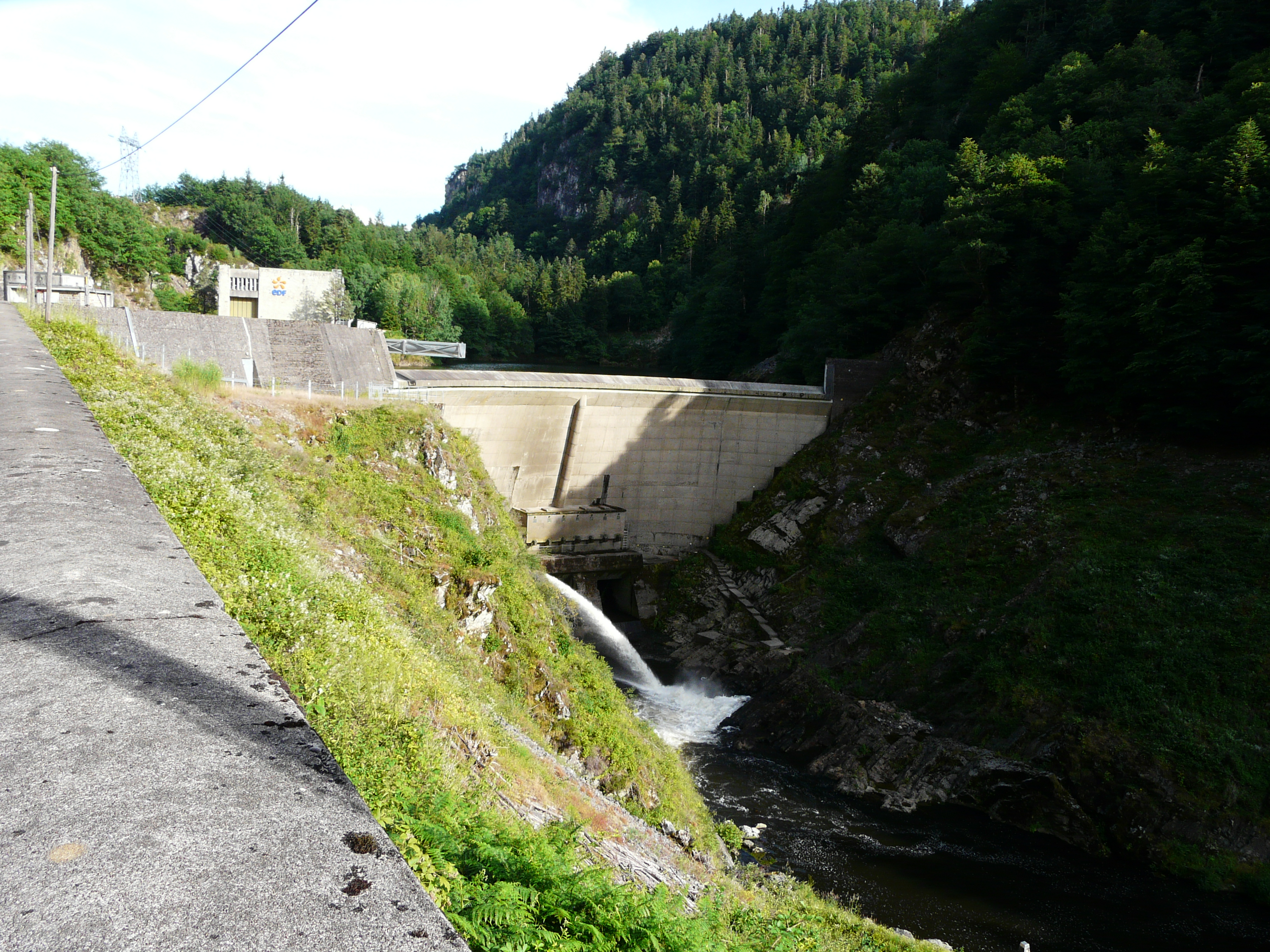
Le barrage de Vaussaire sur la Rhue.

Pour le Sandre, la Rhue est une rivière dont la partie amont se nomme ruisseau de Clamouze (ou de Clamousse) et ruisseau d'Entraigues, avant de prendre le nom de Grande Rhue, puis de Rhue au sud d'Égliseneuve-d'Entraigues.
Le ruisseau de Clamouze (ou Clamousse) prend sa source vers 1 280 m d’altitude au cœur du parc naturel régional des Volcans d'Auvergne, dans le département du Puy-de-Dôme (région administrative Auvergne-Rhône-Alpes). L'endroit se trouve sur la commune de Besse-et-Saint-Anastaise, sur les pentes sud-est du puy de Paillaret, au sud-ouest de la station de sports d'hiver de Super Besse et du lac des Hermines.
Il passe sous la route départementale (RD) 149 et entre dans le Cézallier, passant sous la RD 203, puis à l'est du lac Chauvet, sous les RD 978 et 30 avant de chuter à la cascade d'Entraigues, haute de 18 mètres. Il prend brièvement le nom de ruisseau d'Entraigues, borde le bourg d'Égliseneuve-d'Entraigues, passant sous la RD 128.
Sur environ un kilomètre et demi, il marque la limite entre les départements du Puy-de-Dôme et du Cantal, devenant la Grande Rhue. Celle-ci passe sous la RD 678, puis à l'ouest du village de Chanterelle, puis une deuxième fois sous la RD 678 au lieu-dit la Chapelle, juste avant de recevoir le ruisseau de Loubinoux sur sa gauche.
À Condat, elle reçoit le Bonjon sur la gauche, passe une nouvelle fois sous la RD 678 et reçoit la Santoire également sur la gauche. Ses eaux sont retenues au barrage des Essarts. Elle passe sous la RD 679 au pont de Castellane, juste après lequel elle est grossie successivement par le ruisseau de Gabacut puis le Taurons, tous deux en rive droite. À Coindre, après avoir longé une centrale électrique, elle reçoit en rive gauche la Petite Rhue. Elle devient alors la Rhue. Elle passe à nouveau sous la RD 679 au pont des Faux Monnayeurs et son cours est barré par la retenue de Vaussaire (parfois orthographiée Voussaire), également alimentée en eau par une conduite forcée en provenance du lac de Lastioulles. Elle passe au lieu-dit Embort, puis sous la RD 49, et la RD 22 au pont de Lourseyre. Elle est rejointe aussitôt par la Tarentaine en rive droite. Peu après, elle sert de limite naturelle entre les départements du Cantal et de la Corrèze sur environ trois kilomètres.
Après être passée sous la RD 922, elle se jette dans la Dordogne en rive gauche, au sud de Bort-les-Orgues.
D'Égliseneuve-d'Entraigues jusqu'à Bort-les-Orgues, hormis au niveau de Condat, la rivière s'écoule dans des gorges, profondes de cent à trois cents mètres.
L'ensemble ruisseau de Clamouze-ruisseau d'Entraigues-Grande Rhue-Rhue est long de 56,6 km pour un bassin versant de 900 km2.

### Communes, régions et départements traversés
Le parcours de la Rhue s'effectue à l'intérieur de trois départements des régions Auvergne-Rhône-Alpes et Nouvelle-Aquitaine. Elle arrose treize communes :
- Auvergne-Rhône-Alpes
  - Puy-de-Dôme
    - Besse-et-Saint-Anastaise (source), Picherande, Égliseneuve-d'Entraigues

  - Cantal :
    - Chanterelle, Condat, Saint-Amandin, Montboudif, Trémouille, Saint-Étienne-de-Chomeil, Champs-sur-Tarentaine-Marchal, Antignac, Vebret
- Nouvelle-Aquitaine
  - Corrèze :
    - Bort-les-Orgues (confluent avec la Dordogne)

### Bassin versant
La Rhue traverse vingt-deux zones hydrographiques pour 1 967 km2 de superficie totale.

## Affluents
Parmi les 42 affluents répertoriés par le Sandre, huit ont une longueur supérieure à dix kilomètres. D'amont vers l'aval, on trouve successivement :
- le ruisseau du Lac (ou ruisseau de Loubinoux dans sa partie aval), 13,9 km[5] en rive gauche ;
- le Bonjon (rg[note 2]), 18,7 km[6] ;
- la Santoire (rg), 41 km[7] ;
- le ruisseau de Gabacut (rd), 19,3 km[8] ;
- le Taurons (rd), 13,7 km[9] ;
- la Petite Rhue (rg) (ou la Rhue de Cheylade), 36,9 km[10] ;
- la Tarentaine (rd), 35,3 km[11] ;
- le Soulou (rg) (ou ruisseau de Vaisséredonde), 14,7 km[12].

## Hydrologie
La Rhue a été observée à la station hydrologique d'Égliseneuve-d'Entraigues pour un bassin de 40 km2 et à 940 m d'altitude, ainsi qu'à celle de Condat.

### La Rhue à Condat

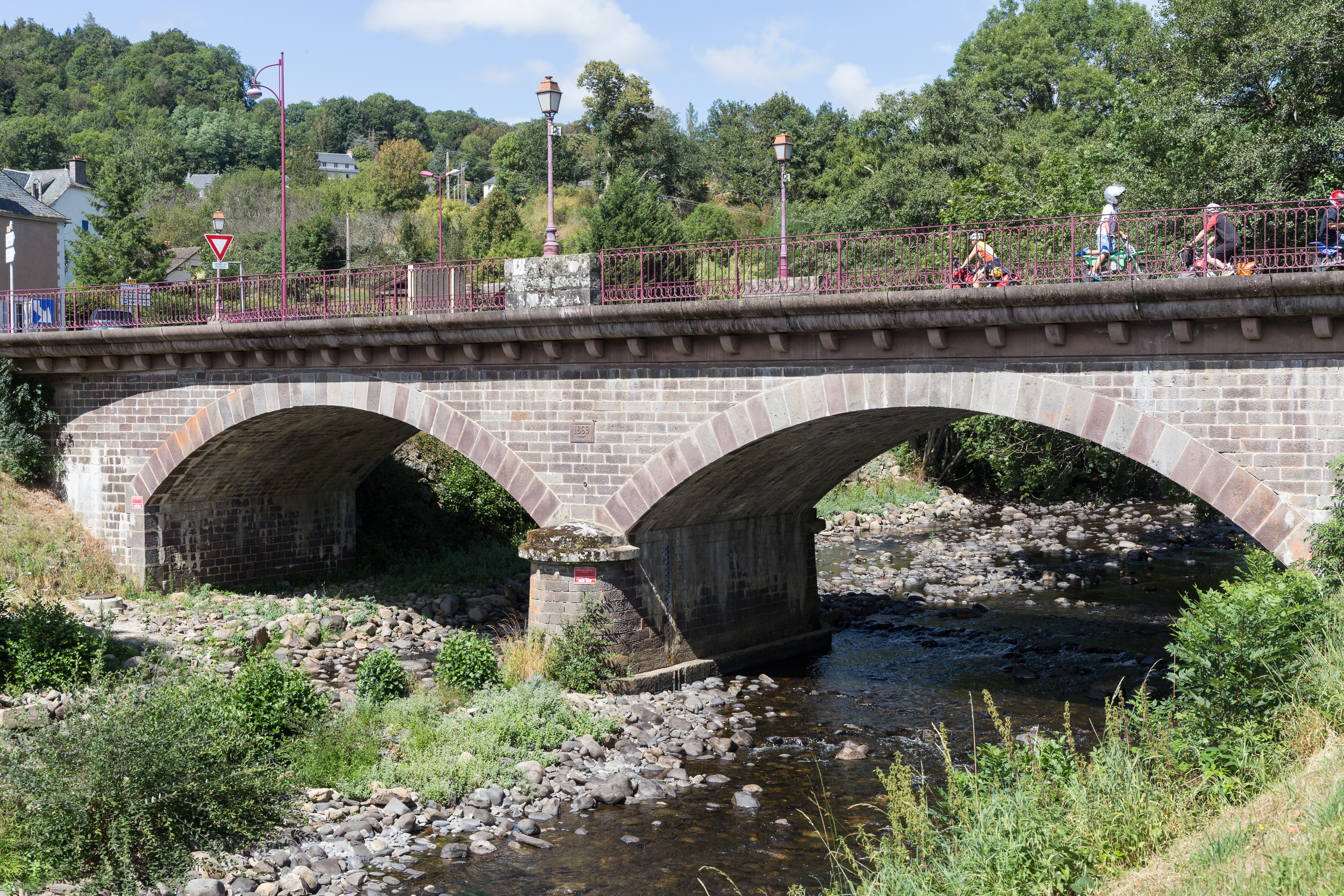
Le pont des Prades à Condat.

Le débit de la Rhue a été observé sur une période de 99 ans (1916-2014), à la station hydrologique de Condat, à 706 m d'altitude. À cet endroit, en amont de sa confluence avec la Santoire, le bassin versant représente 181 km2, soit seulement 20 % de celui du cours d'eau, et la Rhue n'a pas encore rencontré six de ses huit principaux affluents.
Le module y est de 5,66 m3/s.
À Condat, la Rhue présente des fluctuations saisonnières de débit, avec une période de hautes eaux caractérisée par un débit mensuel moyen évoluant dans une fourchette de 5,44 à 8,72 m3/s, de novembre à mai inclus (avec un maximum en février). La période des basses eaux a lieu de juillet à septembre, avec une baisse du débit moyen mensuel allant jusqu'à 2,00 m3/s au mois d'août. Cependant ces chiffres ne sont que des moyennes et les fluctuations de débit peuvent être plus importantes selon les années et sur des périodes plus courtes.

### Étiage ou basses eaux
À l'étiage le VCN3 peut chuter jusque 0,16 m3/s, en cas de période quinquennale sèche, soit 160 litres par seconde.

### Crues
Les crues peuvent cependant s'avérer importantes. Les QIX 2 et QIX 5 valent respectivement 89 et 130 m3/s. Le QIX 10 est de 150 m3/s, le QIX 20 de 180 m3/s, tandis que le QIX 50 se monte à 210 m3/s.
Le débit instantané maximal enregistré à la station de Condat durant cette période a été de 206 m3/s le 18 mars 1988, à 12 h 11. Si l'on compare cette valeur à l'échelle des QIX de la rivière, cette crue, proche du QIX 50, était d'un niveau cinquantennal. Ce même jour, le débit a atteint la valeur journalière maximale de 144 m3/s.

### Lame d'eau et débit spécifique
À Condat, la Rhue est un cours d'eau très abondant. La lame d'eau écoulée dans son bassin versant y est de 991 millimètres annuellement, ce qui est plus de trois fois supérieur à la moyenne de la France entière tous bassins confondus (320 millimètres/an). Le débit spécifique (ou Qsp) de la Rhue atteint ainsi le chiffre de 31,3 litres par seconde et par kilomètre carré de bassin.

## Aménagements et écologie

### Hydroélectricité

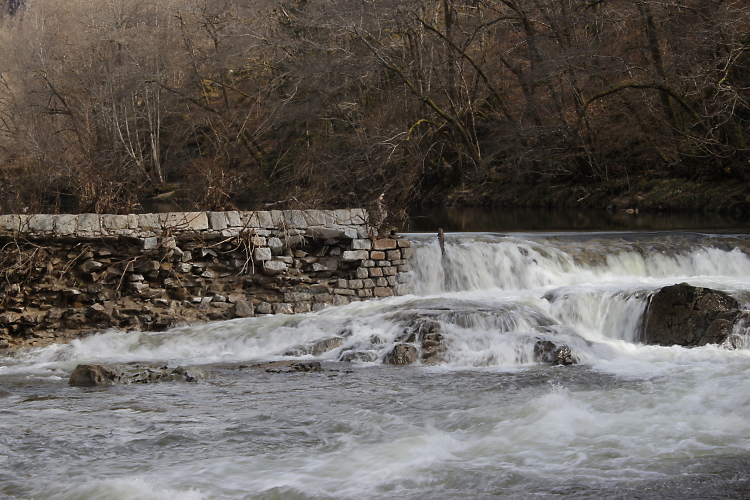
L'ancien barrage du Saut de la Saule.

Deux ouvrages hydrauliques ont été aménagés sur le cours de la Rhue.
Le barrage de Grande Rhue (également appelé barrage des Essarts), établi en aval de Condat, a été mis en service en 1927. Propriété de la SHEM qui en est aussi l'exploitant, sa hauteur est de 46 mètres, sa longueur de 77 m, et il présente un volume d'eau de 3,7 millions de m³. Il fait régulièrement l'objet d'entretiens afin de maintenir sa bonne exploitation pour produire de l'hydroélectricité.
En aval de Coindre, le barrage de Vaussaire (parfois écrit Voussaire) a été bâti en 1951-1952, entre les communes de Saint-Étienne-de-Chomeil en rive gauche et Champs-sur-Tarentaine-Marchal en rive droite et a été mis en service en 1953. Il est exploité par la SHEM. Sa hauteur est de 32 mètres, sa longueur de 96 m, et il présente un volume d'eau de 1,7 million de m³. Sa retenue est alimentée en partie par une conduite forcée en provenance du lac de Lastioulles. L'eau est ensuite amenée jusqu'à la centrale de la Rhue, au niveau du barrage de Bort-les-Orgues par une autre conduite forcée longue de treize kilomètres.

### Environnement
Hormis pour sa partie aval située en Corrèze sur la commune de Bort-les-Orgues, la rivière et son bassin sont compris dans le parc naturel régional des Volcans d'Auvergne.
Le site Natura 2000 des gorges de la Rhue correspond à des forêts caduques de pentes. Il se compose de trois zones disjointes : en aval du barrage des Essarts, en aval de Coindre et en aval d'Embort.
Deux zones naturelles d'intérêt écologique, faunistique et floristique (ZNIEFF) étendues, concernent la Rhue ou ses affluents. Le ruisseau de Clamouze s'écoule d'abord dans la ZNIEFF de type II du Cézallier, depuis son entrée sur la commune de Picherande jusqu'en amont du bourg d'Égliseneuve-d'Entraigues. En aval d'Égliseneuve-d'Entraigues, la Rhue ainsi que les parties aval de ses affluents, le ruisseau de Loubinoux, le Bonjon, la Santoire et la Petite Rhue, font partie d'une autre ZNIEFF de type II dite des « Gorges de la Dordogne et affluents », incluant une ZNIEFF de type I, les « Gorges de la Rhue »,. Une autre, délimitée sur 80 hectares, également de type I, concerne le site du Saut de la Saule au sud-est de Bort-les-Orgues. Elle se situe sur des pentes boisées, et sa flore est rare au niveau régional.
La pêche à la truite et le canoë-kayak se pratiquent sur la Rhue.

### Monuments ou sites remarquables à proximité
- La chapelle Notre-Dame de Vassivière[24], au sud-ouest de Super-Besse.
- Le lac Chauvet.
- L'église Saint-Austremoine d'Égliseneuve-d'Entraigues[25].
- Les ruines de l'abbaye de Feniers à Condat[26].
- L'église Saint-Étienne de Saint-Amandin[27].
- Les gorges de la Rhue.
- Le site du Saut de la Saule au sud-est de Bort-les-Orgues[28].

## Galerie de photos

La Rhue
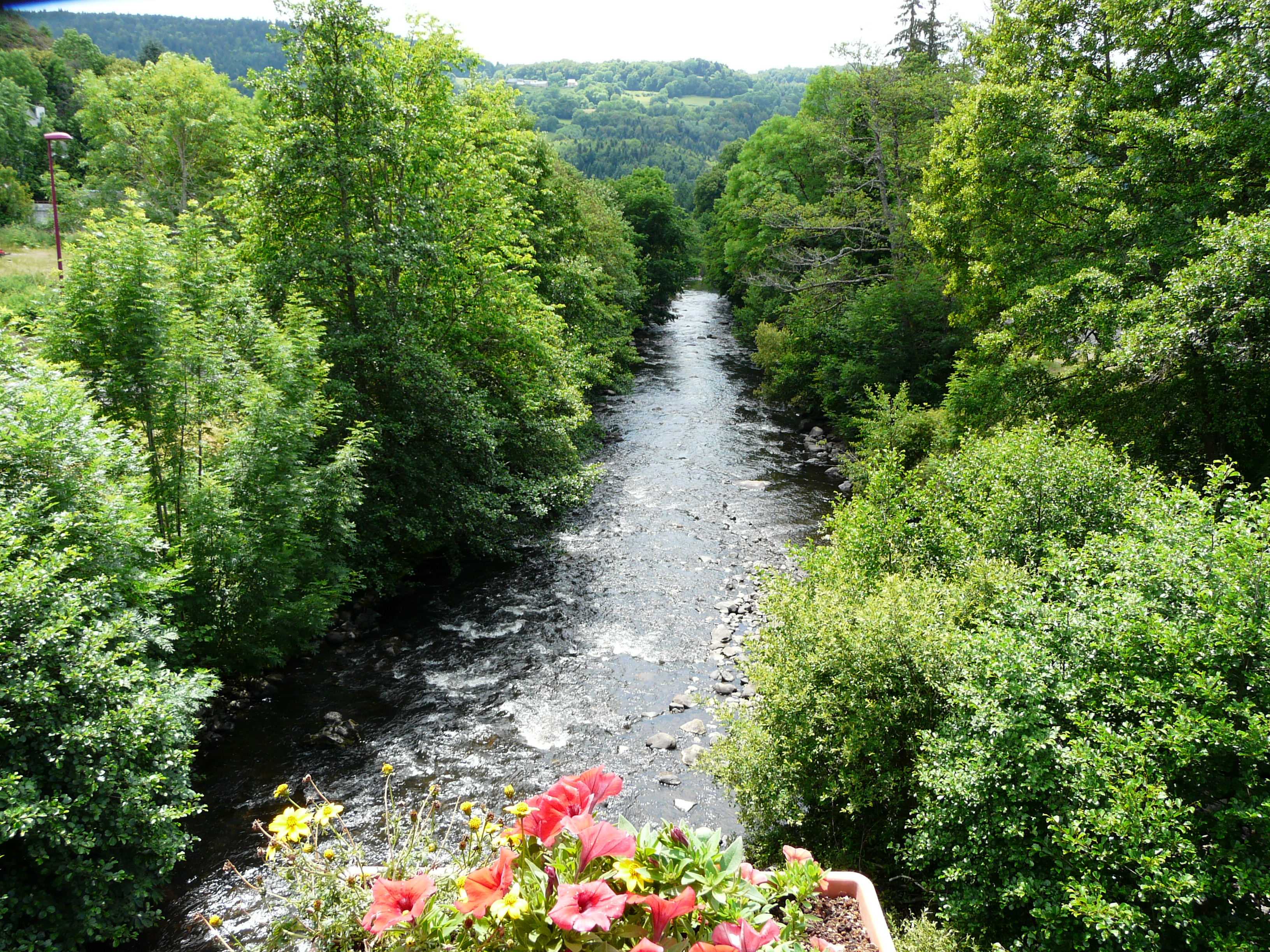
À Condat.
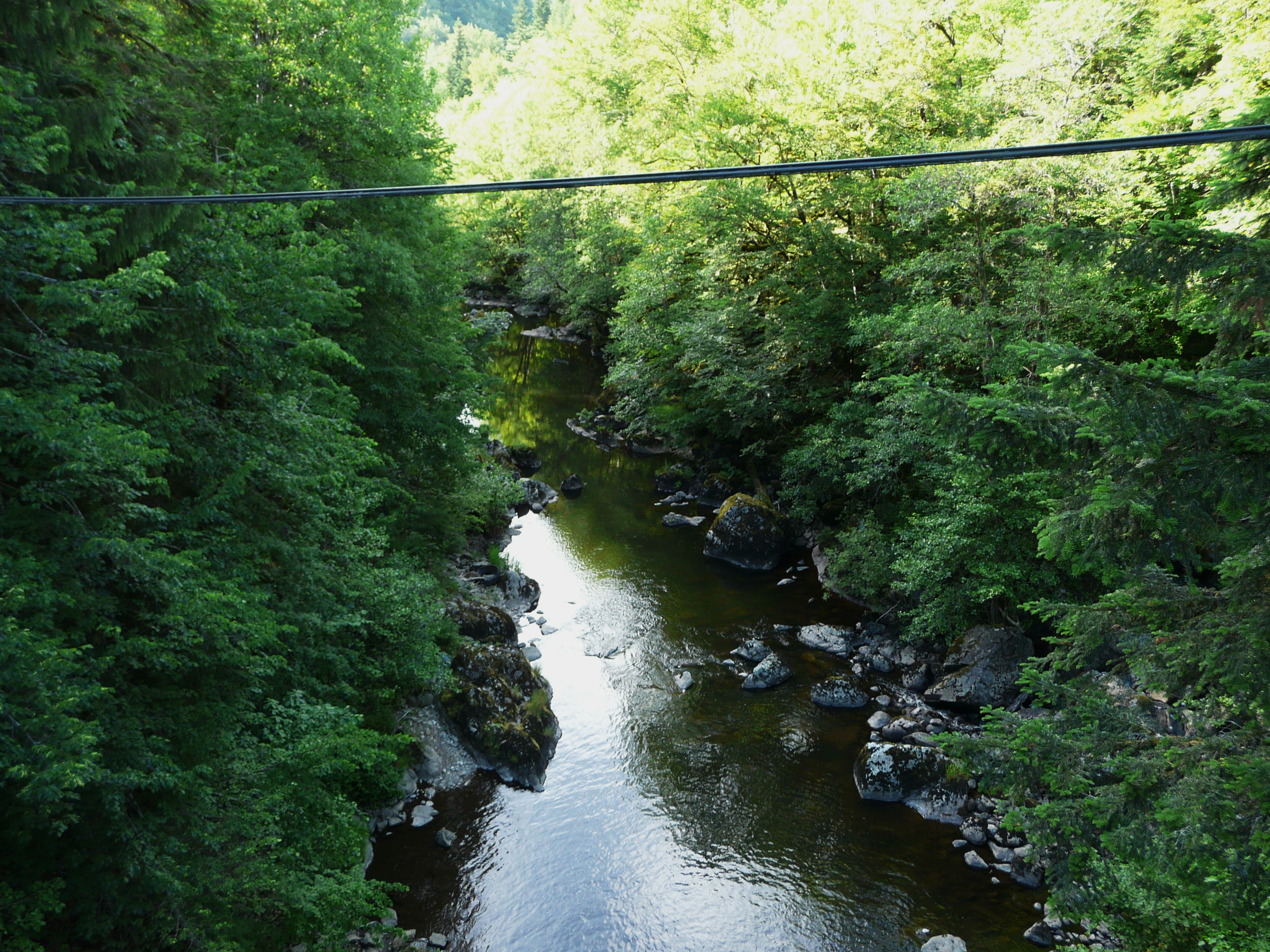
Au pont de Castellane.
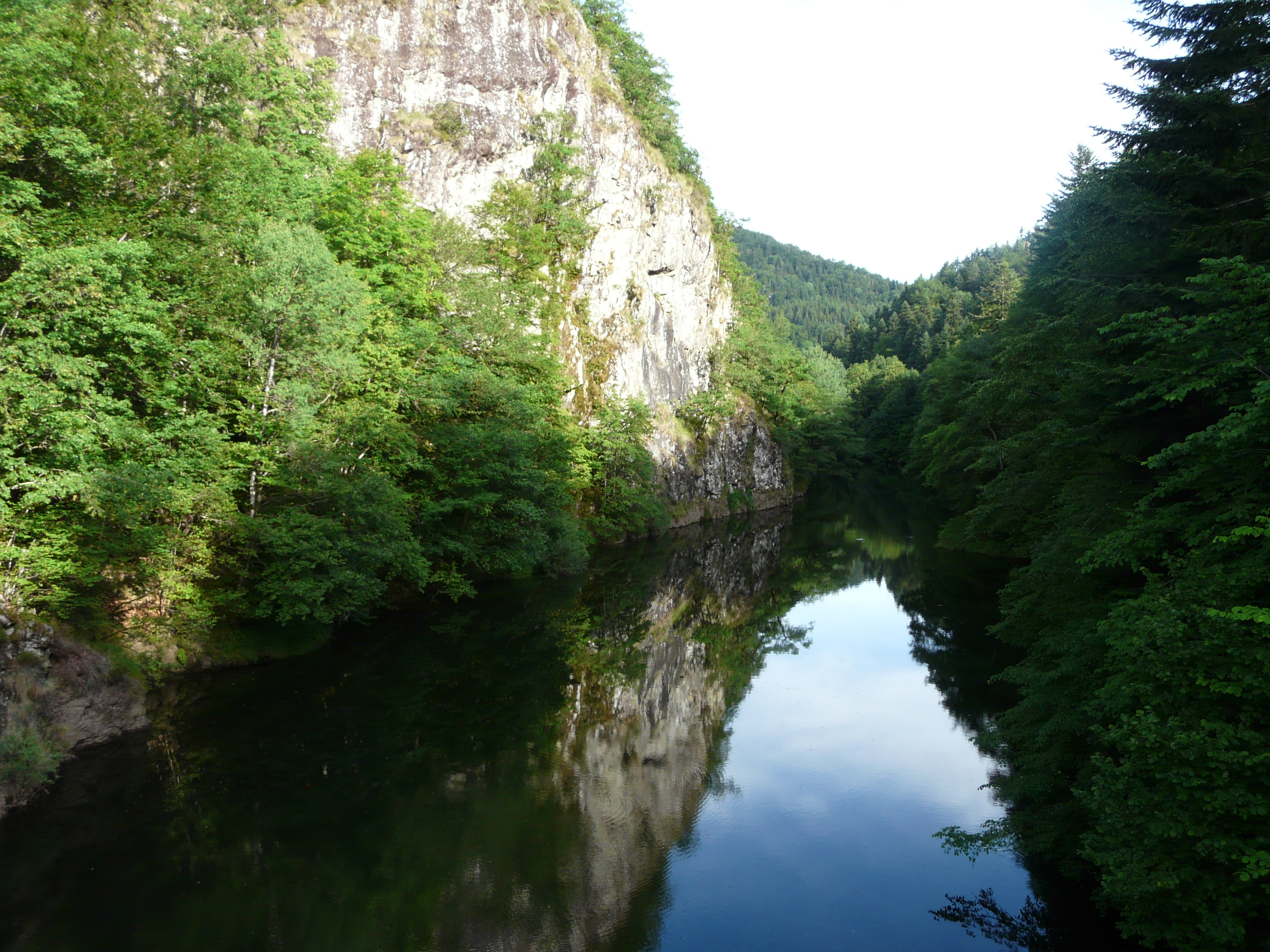
Au pont des Faux Monnayeurs.
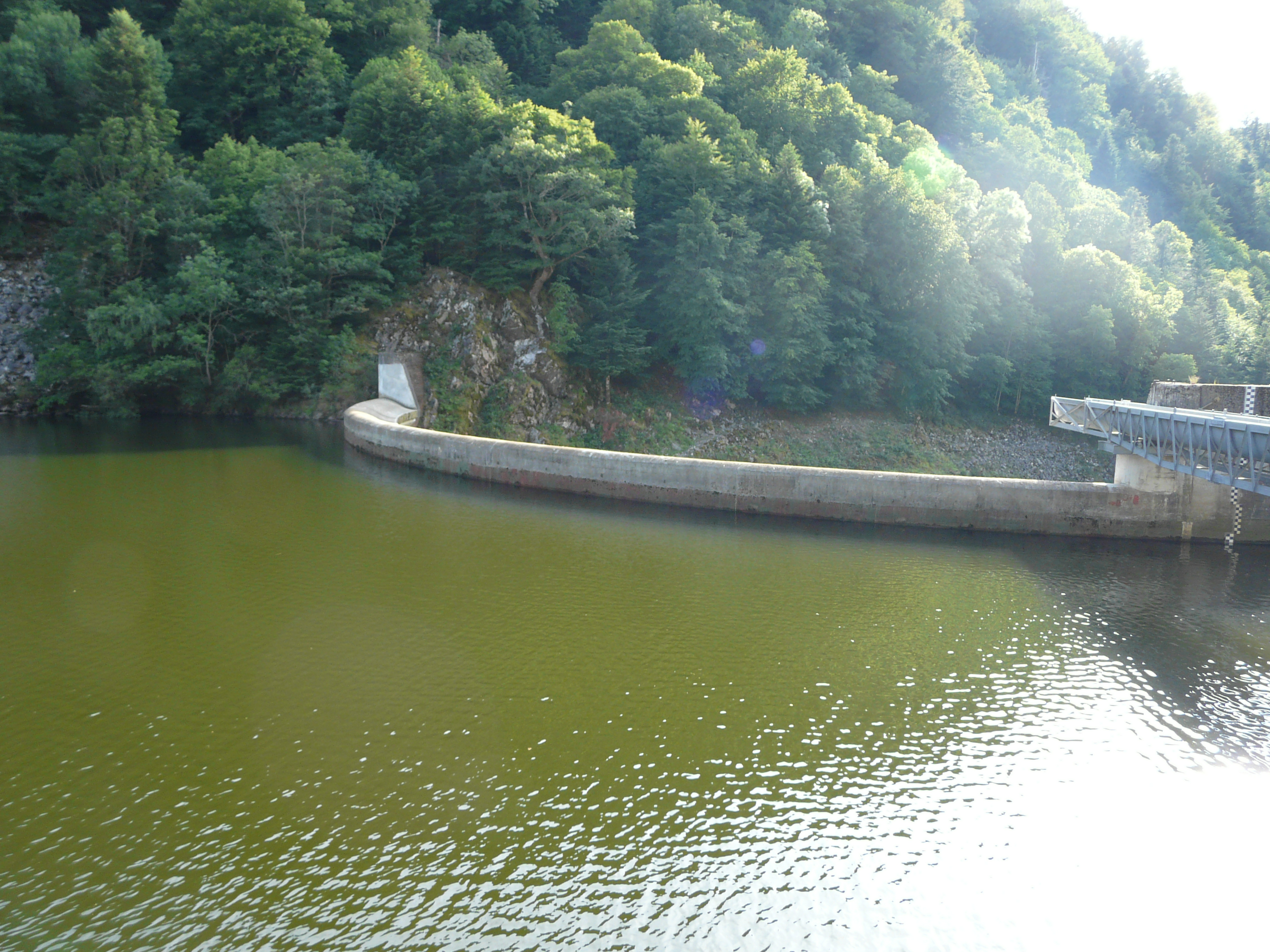
Au barrage de Vaussaire.